# Vision Divine
Vision Divine es una banda italiana de power metal progresivo formada en 1998.

## Historia
Vision Divine nació en 1998, originalmente como un proyecto solitario de Olaf Thorsen (antiguo guitarrista y líder de la banda Italiana Labyrinth). Muy pronto, Fabio Lione  se une a él después de un breve periodo en Labyrinth ("No Limits"), y lo que iba a ser un proyecto en solitario se convierte en una banda real, tomando su nombre del antiguo nombre de Labyrinth ("Vision") y el que iba a ser el título del primer disco en solitario de Olaf ("Divine"). Completando su formación con Mat Stancioiu (batería), Andrew McPauls (teclados) y Andrea "Tower" Torricini (bajo).
En sus primeros 3 años la banda lanzó 2 álbumes, y gracias a los buenos resultados con las ventas comenzaron con un tour alrededor del mundo (Tour Sudamericano en Dic. 2000), donde por primera vez una banda Italiana de Power metal tuvo la oportunidad de tocar (y vender) en países como Argentina, Chile, Brasil, Panamá y México.
El 2001 la banda empezó a escribir y grabar el nuevo álbum, titulado "Send me an Angel", que fue lanzado en enero del 2002. El final del mismo año, Olaf decide dejar Labyrinth, para enfocarse solo en VD, demostrando que Vision Divine no era solo un proyecto alternativo. Por la misma razón Andrew y Mat se separan de la banda y son reemplazados por los talentosos Oleg Smirnoff en los teclados (ex Eldritch y ahora en Death ss) y Matteo Amoroso en la batería (ex Athena). El 2003 la banda empezó a escribir para el tercer álbum, cuando lamentablemente Fabio comenzó a tener problemas debido a su colaboración en su otra banda y los deberes con Vision Divine. Después de unos meses, ambos deciden separarse de manera amistosa. Entonces proceden a buscar a un nuevo vocalista, el cual fue Michele Luppi, uno altamente calificado (graduado en 1998 en la VIT de L.A) con una amplia experiencia previa en actuaciones en vivo. Con una totalmente nueva alineación y renovados intereses la banda canceló cualquier contrato anterior, y se unió a Scarlet Records para el territorio Italiano, King Records para el territorio Japonés y Metal Blade para el resto del Mundo.
Con su nueva formación completaron las canciones del álbum, que fue titulado "Stream of Consciousness". El álbum fue lanzado en abril del 2004 y fue un éxito de crítica y público. Durante la gira del álbum se grabó un DVD, que fue editado en 2005. ese mismo año la banda lanzó "The Perfect Machine", que fue grabado en el estudio de Goldenworks Mixing Suite y producido por el exlíder de Stratovarius Timo Tolkki. 
El 2006 Andrea "Tower" Torricini deja la banda por no poder garantizar una dedicación completa a ésta, y Cristiano Bertocchi, compañero de Olaf en Labyrinth, lo reemplaza. En septiembre, The Perfect Machine "Fue inmediatamente descrita como uno de los mejores lanzamientos del Metal Italiano, convirtiéndose en uno de los mejores vendidos de Scarlet", de acuerdo a su página web. Un nuevo digipack fue lanzado conteniendo 4 bonus tracks. También, Ricardo "Ricky" Quaggliatto dejó la banda debido a problemas personales, siendo sustituido por el batería Alessandro Bissa.
El nuevo álbum de estudio, "The 25th Hour", producido de nuevo por Timo Tolkki y Alex Bissa en New Sin Studios fue presentado el 25 de junio de 2007, con una gran aceptación entre los fanáticos. Su nuevo trabajo es un disco conceptual que retoma desde el punto que dejó su tercer álbum Stream of Conciousness.
Después del lanzamiento de su quinto álbum de estudio, el grupo estuvo en gira promocionando 'The 25th Hour' por lugares como Asia, Europa y en noviembre Vision Divine estuvo de gira por Sudamérica (Argentina, Brasil, Chile, Perú, y Paraguay).
El 24 de abril de 2008 visión divine anuncia que Michele Luppi, vocalista de la banda se retira de la banda; es el segundo vocalista que se va de la banda.
El 28 de mayo es anunciado su sustituto de manera oficial: Fabio Lione vuelve a ser el cantante de Vision Divine. Se espera que su nuevo disco sea grabado en el verano boreal de 2008 con Timo Tolkki de nuevo como productor, el título es 9 Degrees west to the Moon y es de nuevo un disco conceptual; además graban una versión de Touch of Evil de Judas Priest. El disco es editado en enero de 2009 al que sigue una gira con fechas en Italia, España, Gran Bretaña y Sudamérica.
En 2012, Vision Divine anuncia en su página de Facebook oficial el desarrollo de un nuevo álbum de estudio, "Destination Set To Nowhere" con la vuelta de Andrea Torricini al bajo, que será lanzado mediante el sello de earMUSIC. Este nuevo álbum, el séptimo de estudio de su carrera, será un trabajo conceptual sobre la búsqueda del destino, y dejar atrás viejas rutinas. En palabras de Olaf Thorsen "Estamos seguros que éste álbum finalmente nos dará la oportunidad de mostrar todo nuestro potencial, y trabajamos duramente en él para poder entregar el mejor álbum posible. Al final, fuimos más allá de nuestras expectativas, y debo admitir que es también posible gracias a la emoción y las buenas vibras que tuvimos desde el comienzo de esta aventura."
'Destination Set To Nowhere' fue publicado el 14 de septiembre de 2012, con un gran reconocimiento por parte de sus fanáticos.
En abril de 2016, Alessandro Bissa, baterista de la banda por 10 años decide dejarla por motivos personales. El 4 de mayo de 2016 anunciaron la entrada en el grupo de Mike Terrana. Con su colaboración el grupo está preparando su siguiente disco, un musical, pero siempre manteniendo su particular estilo, de innovar, y nunca quedarse estancados en el pasado.
El 28 de abril de 2018, Fabio Lione anuncia su segunda partida de la banda, mientras esta sigue preparando su nuevo disco. En diciembre de 2018, publican en Youtube su nuevo sencillo titulado 'Angel of Revenge', de su futuro disco, en el cual presentan a su nuevo cantante, el vocalista de Derdian Ivan Giannini, conocido también por su participación en "The Voice Italia". El 25 de octubre de 2019 fue publicado su nuevo álbum 'When All the Heroes Are Dead', tras una espera de 7 años.

## Discografía

### Álbumes
- 1999 - Vision Divine
- 2002 - Send me an Angel
- 2004 - Stream of Consciousness
- 2005 - The Perfect Machine
- 2007 - The 25th Hour
- 2009 - 9 Degrees West of the Moon
- 2012 - Destination Set To Nowhere
- 2019 - When All the Heroes Are Dead
- 2024 - Blood and Angels' Tears

### Demos
- 1999 - Symmetry
- 2002 - Colours of my World

### Videos
- 2005 - Stage of Consciousness

## Miembros

### Miembros actuales
- Ivan Giannini - voz.
- Olaf Thorsen - guitarra.

- Andrea "Tower" Torricini - bajo.
- Federico Puleri - guitarra.
- Alessio "Tom" Lucatti - teclados.
- Mike Terrana - batería.

### Miembros antiguos
- Michele Luppi - Vocalista
- Fabio Lione - Vocalista
- Matteo Amoroso - Batería
- Andrew Mc Pauls - Teclados
- Oleg Smirnoff - Teclados
- Andrea DePaoli - Teclados
- Mat Stancioiu - Batería
- Cristiano Bertocchi - bajo.
- Ricky Quagliato - Batería
- Danil Morini - Batería
- Alessandro Bissa - batería.